# ورزشگاه لاس ویکتوریاس

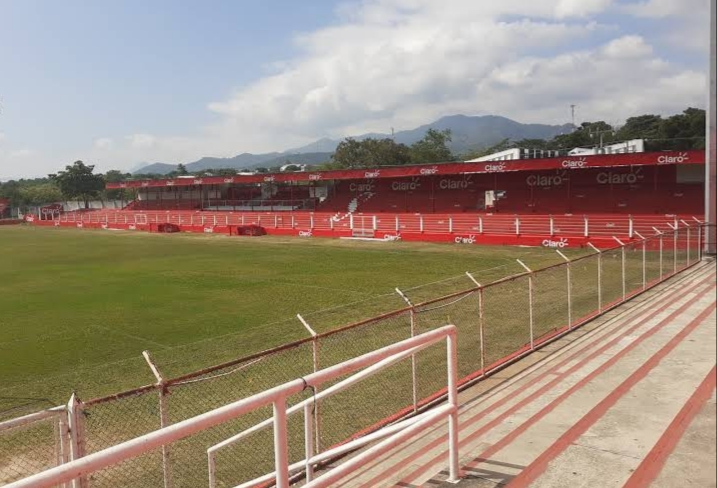

ورزشگاه لاس ویکتوریا یک ورزشگاه فوتبال واقع در چیکیمولا، گواتمالا است. این ورزشگاه مال باشگاه دسته دومی ساکاچیسپاس است و ۹۰۰۰ نفر ظرفیت دارد.